# مسابقات قهرمانی وزنه‌برداری آفریقا
مسابقات قهرمانی وزنه‌برداری آفریقا (انگلیسی: African Weightlifting Championships) رویدادی است که برگزاری آن توسط فدراسیون وزنه‌برداری آفریقا (با علامت اختصاری به انگلیسی: WFA) برنامه‌ریزی می‌گردد.

## رده‌های وزنی
از سال ۲۰۱۹، مسابقه در مجموع در ۲۰ دسته وزنی (۱۰ رده وزنی مربوط به زنان و ۱۰ رده وزنی مربوط به مردان) برگزار می‌شود:
- دسته وزنی مردان: ۵۵ کیلوگرم، ۶۱ کیلوگرم، ۶۷ کیلوگرم، ۷۳ کیلوگرم، ۸۱ کیلوگرم، ۸۹ کیلوگرم، ۹۶ کیلوگرم، ۱۰۲ کیلوگرم، ۱۰۹ کیلوگرم و به‌اضافه ۱۰۹ کیلوگرم.

- دسته وزنی زنان: ۴۵ کیلوگرم، ۴۹ کیلوگرم، ۵۵ کیلوگرم، ۵۹ کیلوگرم، ۶۴ کیلوگرم، ۷۱ کیلوگرم، ۷۶ کیلوگرم، ۸۱ کیلوگرم، ۸۷ کیلوگرم و به‌اضافه ۸۷ کیلوگرم.